# Borókás
Borókás (1899-ig Jedlinka, szlovákul: Jedlinka) község Szlovákiában, az Eperjesi kerület Bártfai járásában.

## Fekvése
Bártfától 15 km-re északkeletre, az Ondava felső folyása mellett, a lengyel határ közelében fekszik.

## Története
A falu akkor keletkezett, amikor területére a 16. század közepén ruszinokat telepítettek. Írott forrásban 1567-ben említik először.
A 18. század végén Vályi András így ír róla: „JEDLINKA. Tót falu Sáros Várm. földes Ura G. Szirmay Uraság, lakosai katolikusok, határjának egy része termékeny, legelője van.”
A 19. században a Szirmay család birtoka.
Fényes Elek 1851-ben kiadott geográfiai szótárában így ír a faluról: „Jedlinka, orosz falu, Sáros vmegyében, a makoviczi uradalomban, Duplin fiókja: 4 rom., 308 g. kath., 2 zsidó lak.”
A trianoni diktátum előtt Sáros vármegye Bártfai járásához tartozott.

## Népessége
| Év:            | 1994. | 2004.    | 2014.    | 2024.   |
| -------------- | ----- | -------- | -------- | ------- |
| Emberek száma: | 107   | 80       | 89       | 85      |
| Eltérés:       |       | -25,23 % | +11,25 % | -4,49 % |

| Év:            | 2023. | 2024.   |
| -------------- | ----- | ------- |
| Emberek száma: | 83    | 85      |
| Eltérés:       |       | +2,40 % |

1910-ben 157, túlnyomórészt ruszin lakosa volt.
2001-ben 86 lakosából 56 szlovák és 29 ruszin volt.
2011-ben 77 lakosából 51 szlovák és 24 ruszin.

## Nevezetességei
- Szűz Mária tiszteletére szentelt görögkatolikus temploma 1763-ban épült barokk stílusban. Ikonosztáza 1780-ban készült.